# Distrito electoral de Fairview (condado de Frontier, Nebraska)
Fairview (en inglés: Fairview Precinct) es un distrito electoral ubicado en el condado de Frontier en el estado estadounidense de Nebraska. En el Censo de 2010 tenía una población de 496 habitantes y una densidad poblacional de 5,32 personas por km².

## Geografía
Fairview se encuentra ubicado en las coordenadas 40°39′23″N 100°2′19″O / 40.65639, -100.03861. Según la Oficina del Censo de los Estados Unidos, Fairview tiene una superficie total de 93.22 km², que corresponden a tierra firme.

## Demografía
Según el censo de 2010, había 496 personas residiendo en Fairview. La densidad de población era de 5,32 hab./km². De los 496 habitantes, Fairview estaba compuesto por el 98.79% blancos, el 0.2% eran de otras razas y el 0.6% pertenecían a dos o más razas. Del total de la población el 1.21% eran hispanos o latinos de cualquier raza.